# Nanda-Devi-Nationalpark
Der Nanda-Devi-Nationalpark (Hindi नन्दा देवी राष्ट्रीय उद्यान IAST Nandā devī rāṣṭrīya udyāna) ist ein Schutzgebiet im indischen Bundesstaat Uttarakhand. Es wurde 1988 ausgewiesen und wird von der UNESCO mit dem Valley-of-Flowers-Nationalpark als zusammenhängendes Areal geschützt. Der Name des Parks lehnt sich an den Berg Nanda Devi an. Er ist ein bedrohtes Weltnaturerbe.

## Nanda Devi Sanctuary

Gebirgskarte der Region, blaue Linien sind Flüsse, braune Linien Gebirgsrücken, weiß Gletscher, türkis das innere Gletscherbecken-Schutzgebiet

Den inneren, am höchsten gelegenen Teil des Nationalparks bildet das Nanda Devi Sanctuary (Schutzgebiet), das im Kern ein durch die Hochgebirgskämme gebildetes Gletscherbecken ist.

## Bilder

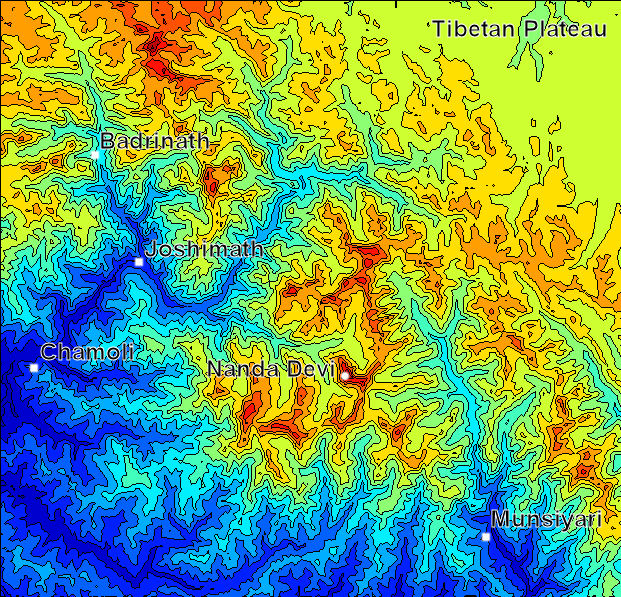
Reliefkarte mit Höhenlinien von 1000 bis 7500 m in 500-Meter-Schritten

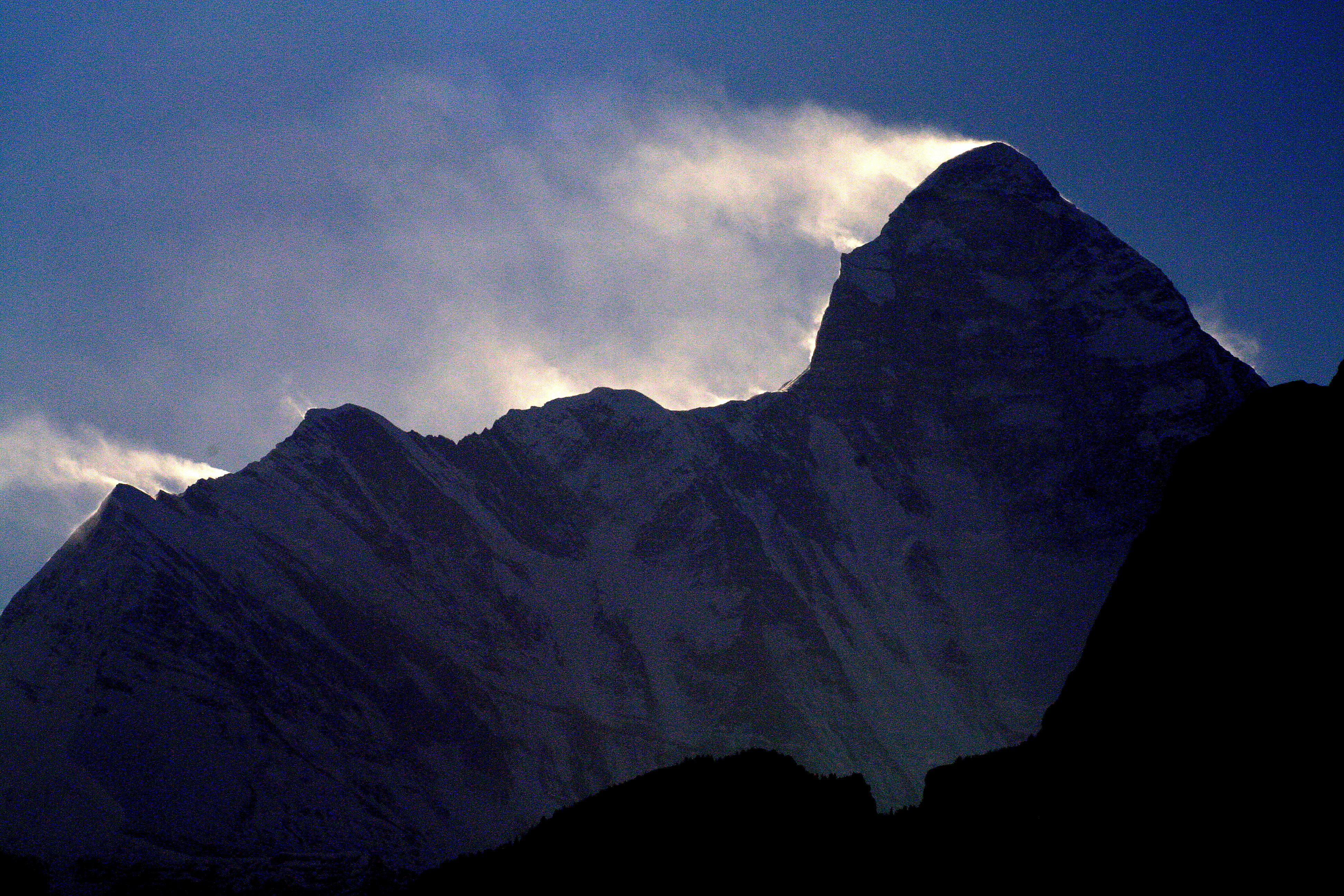
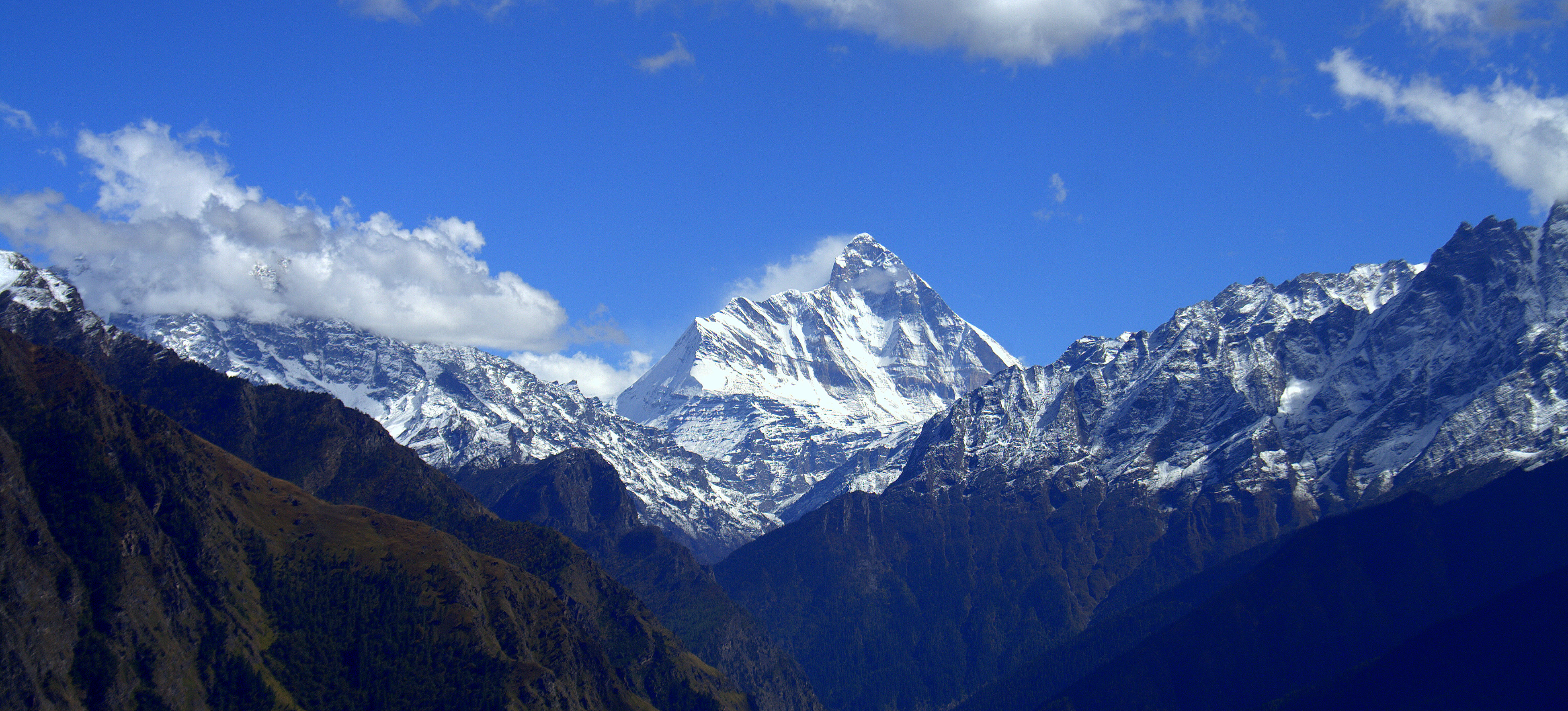
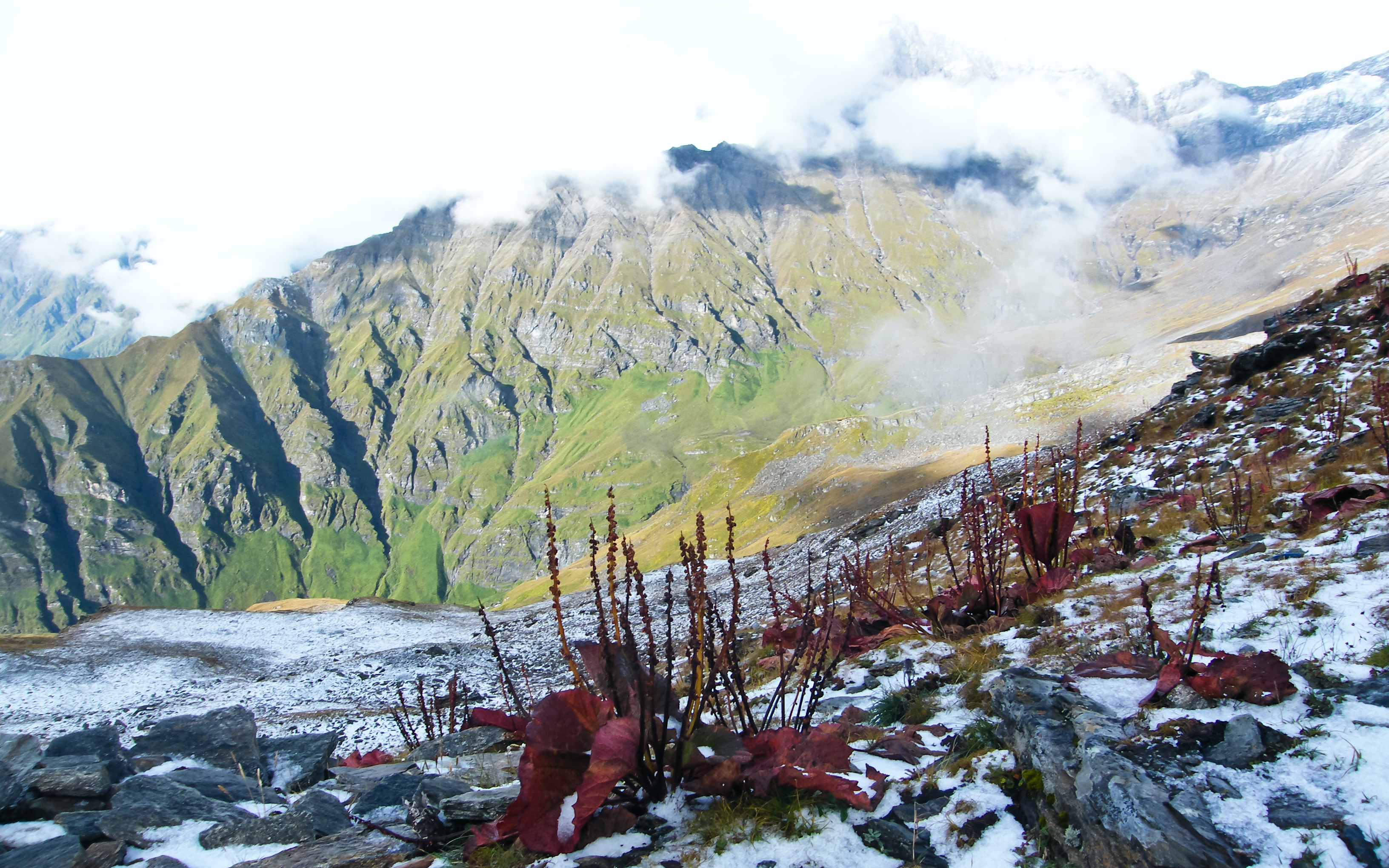
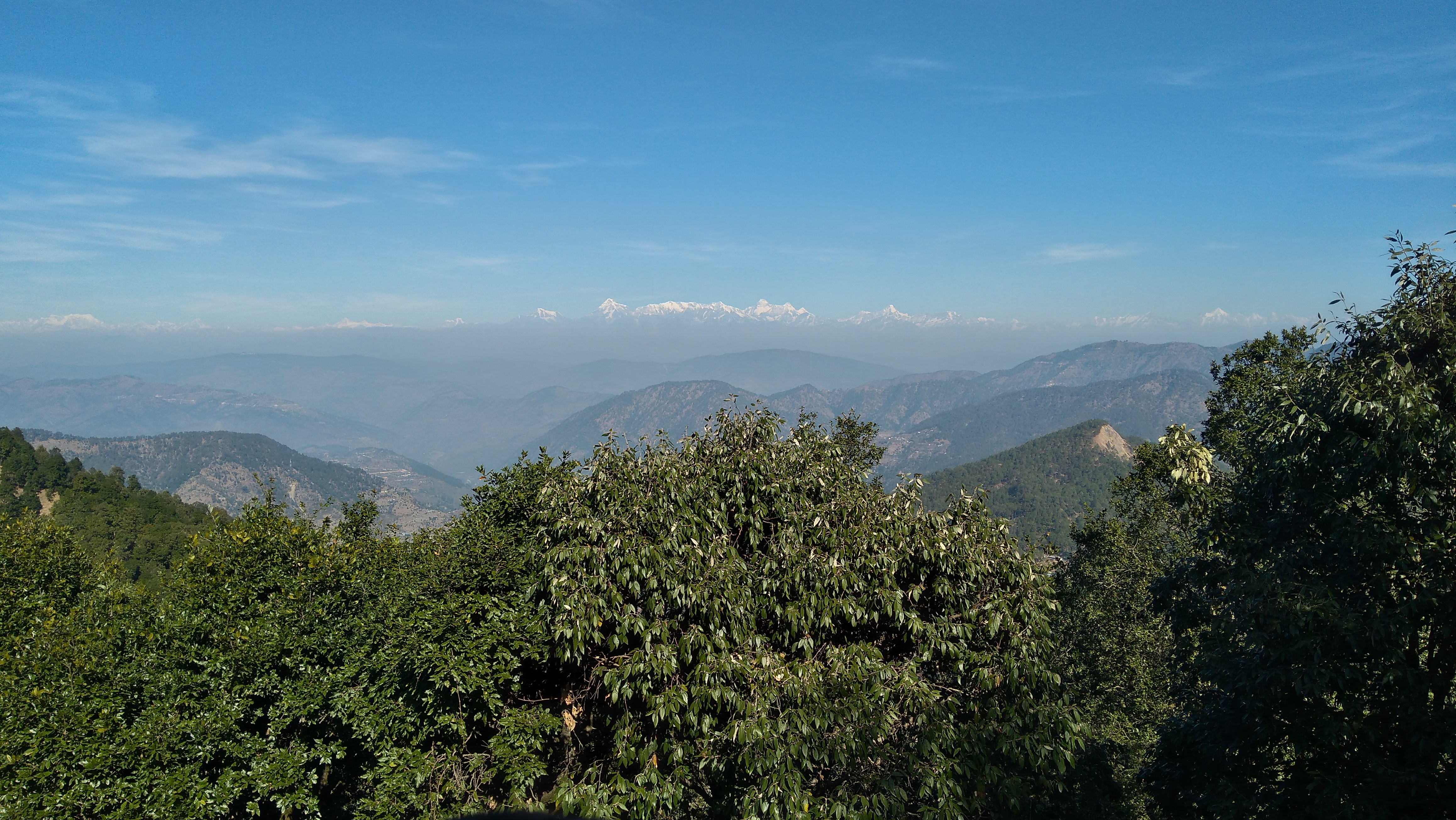
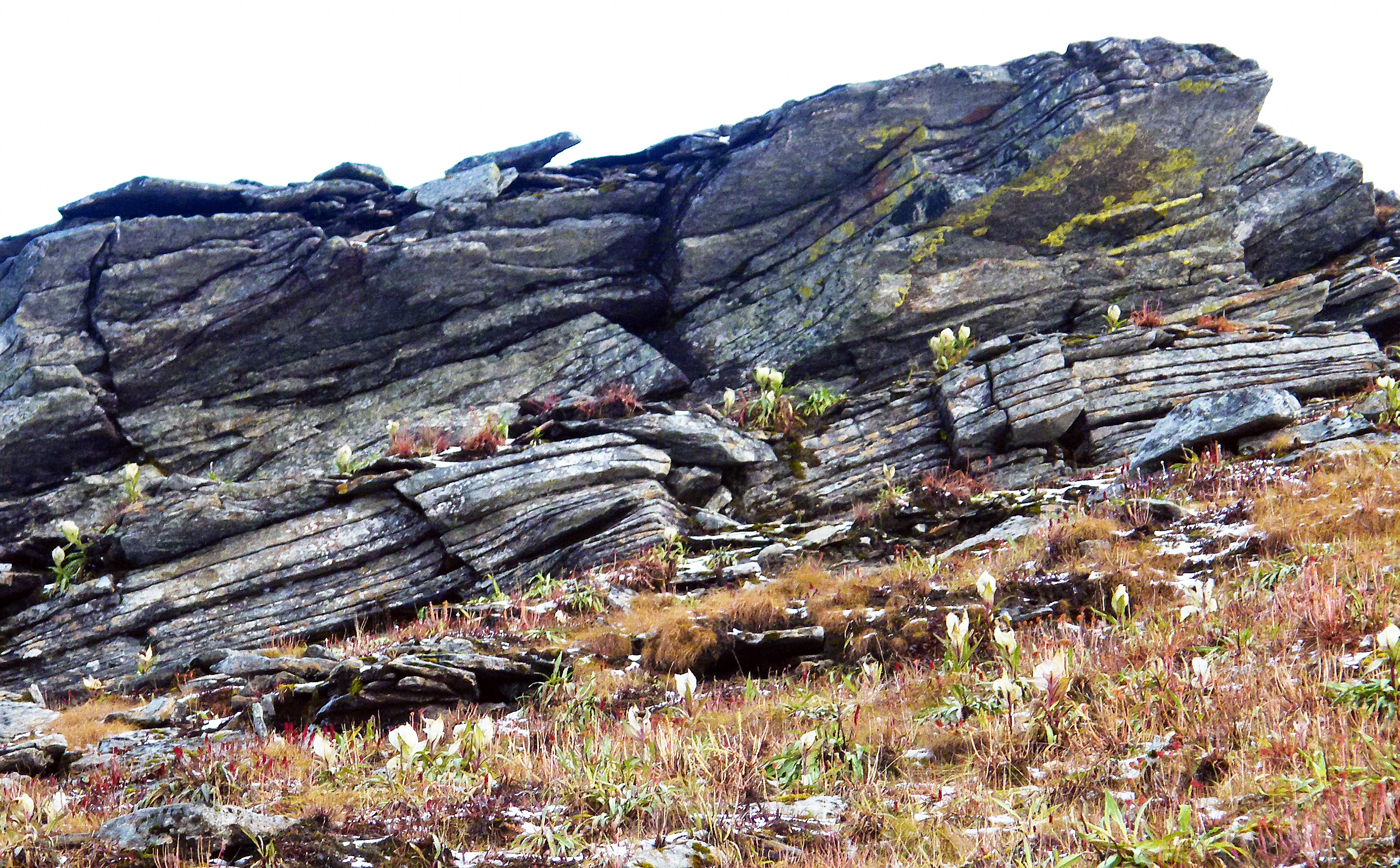
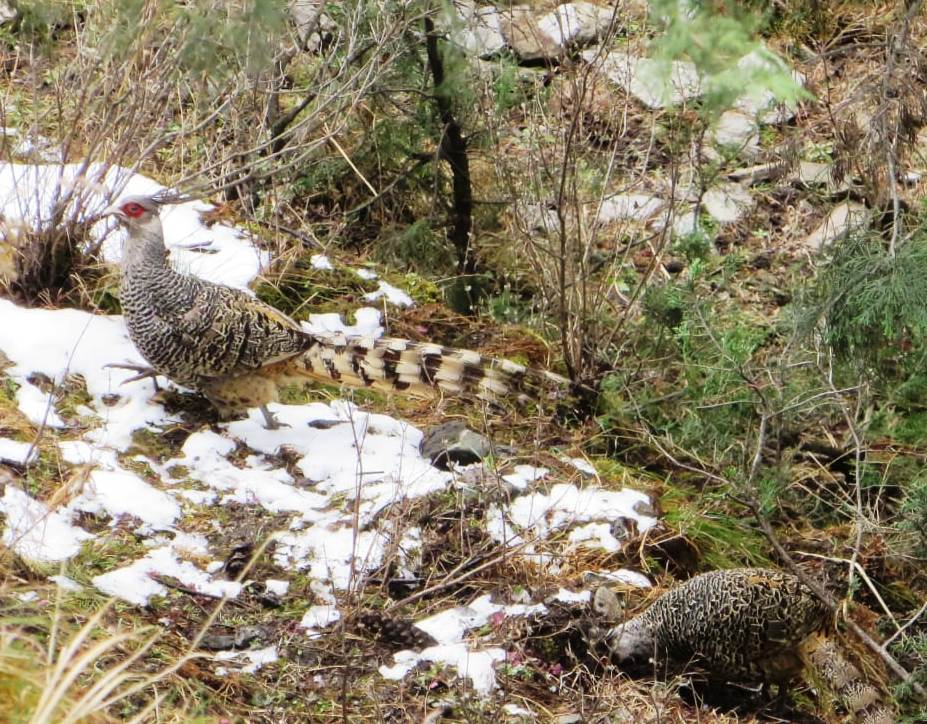
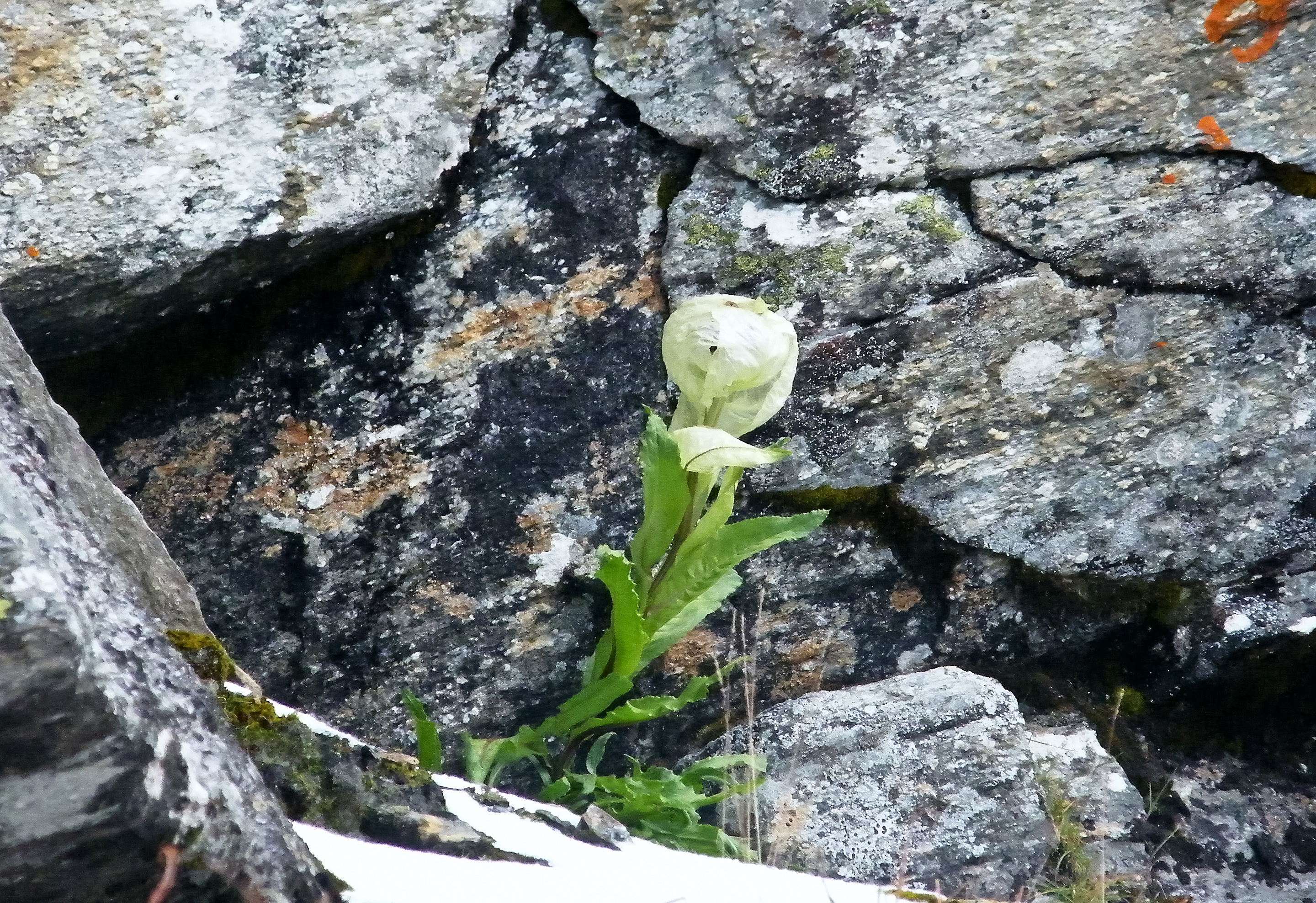
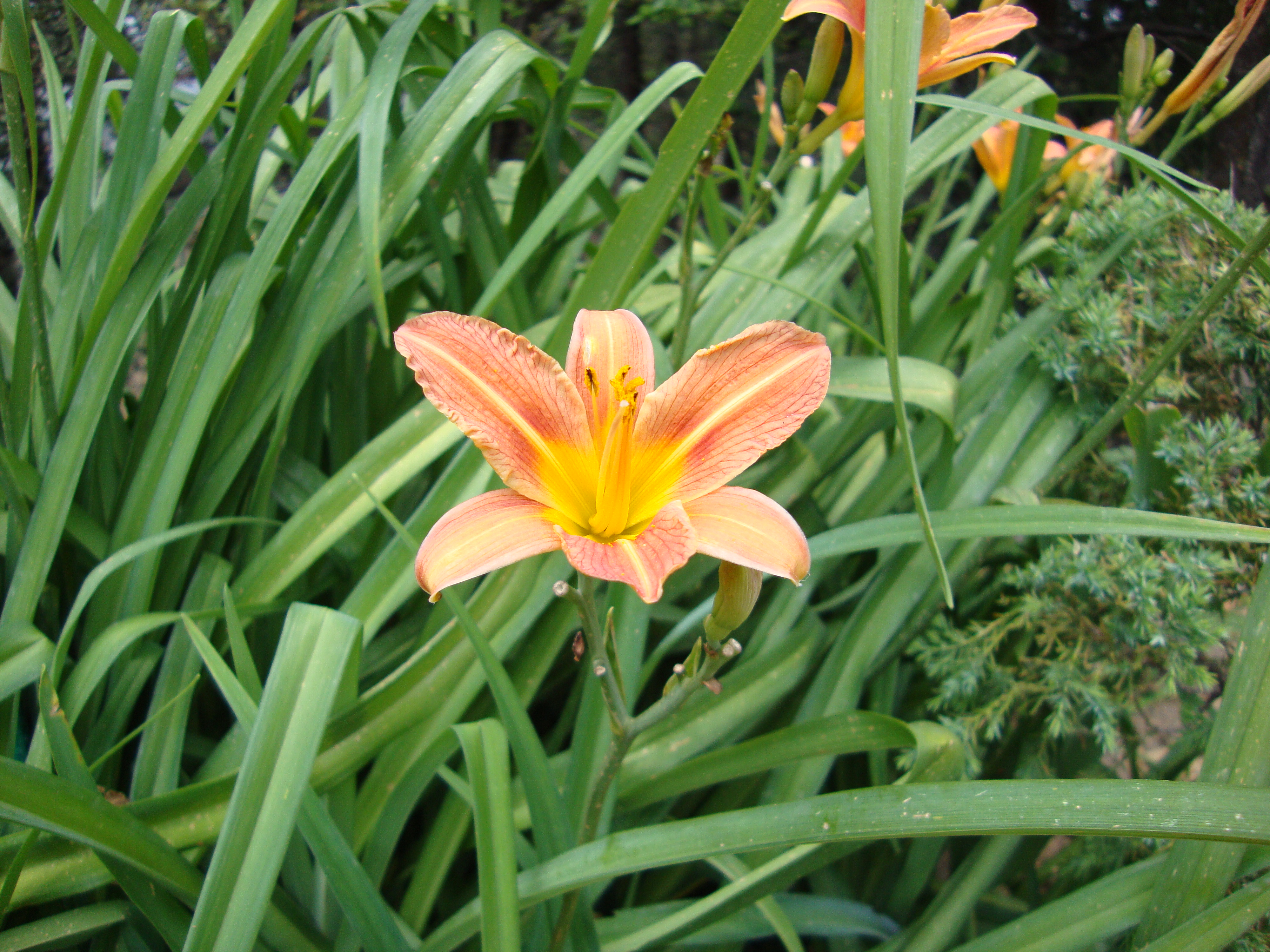
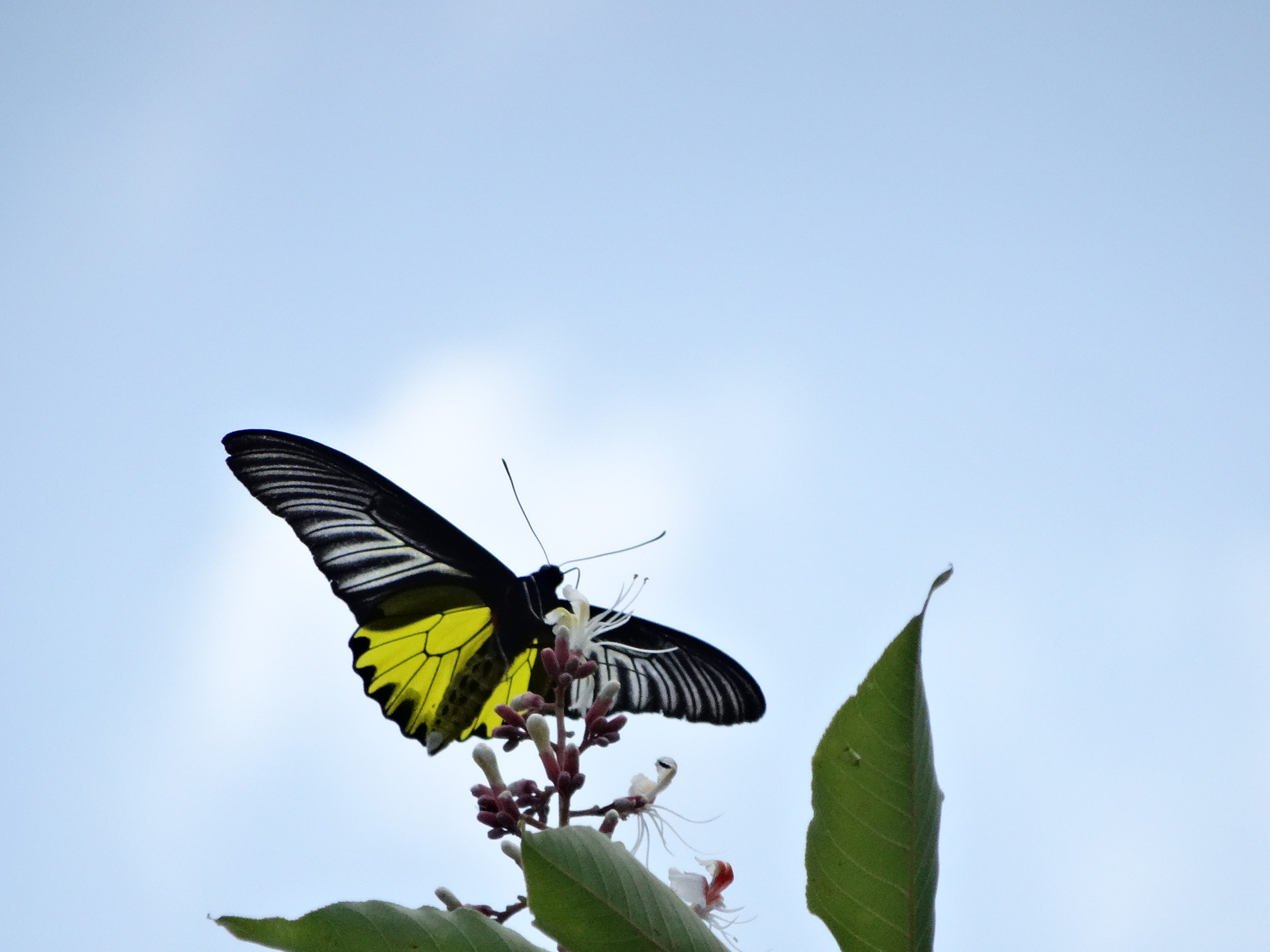
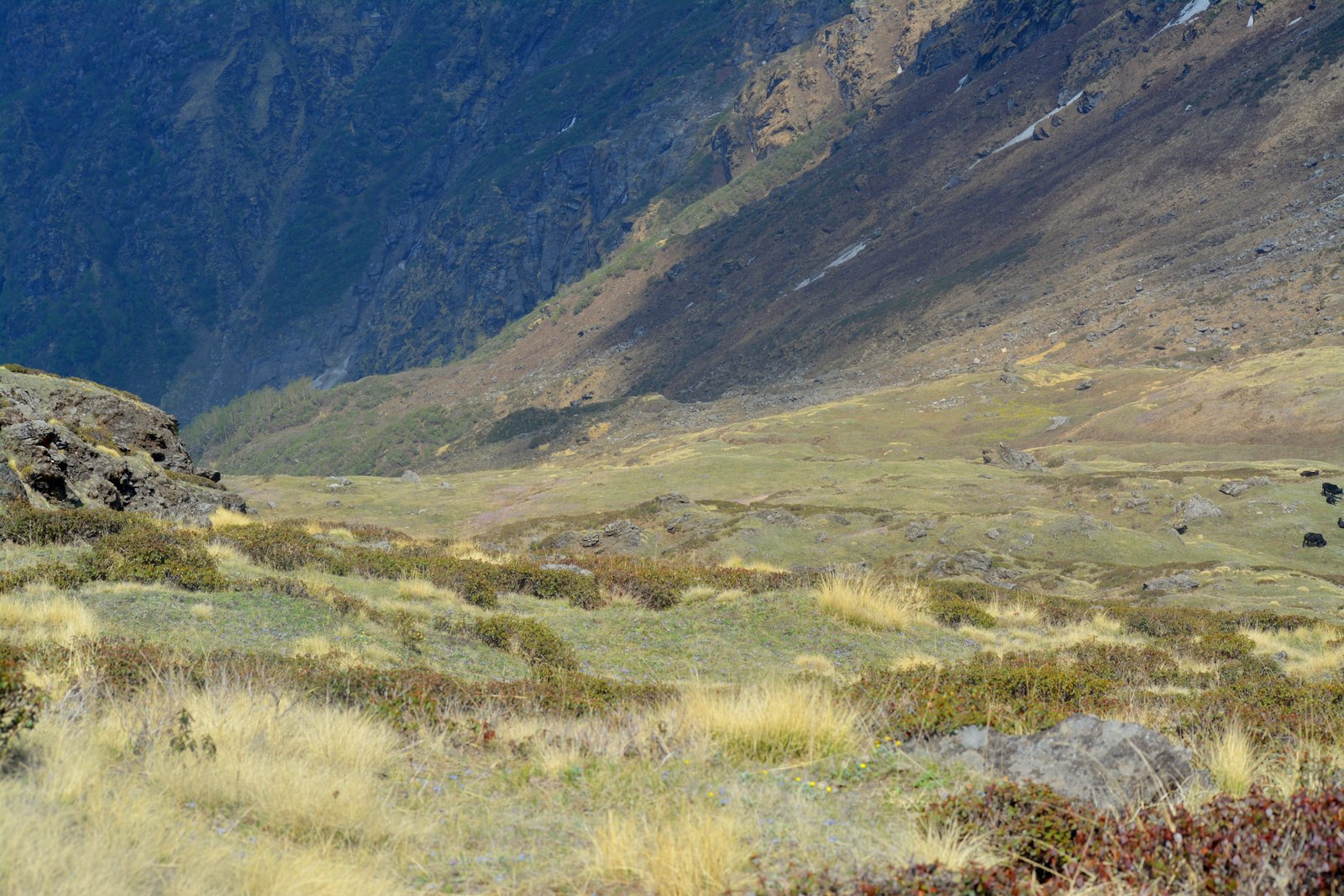
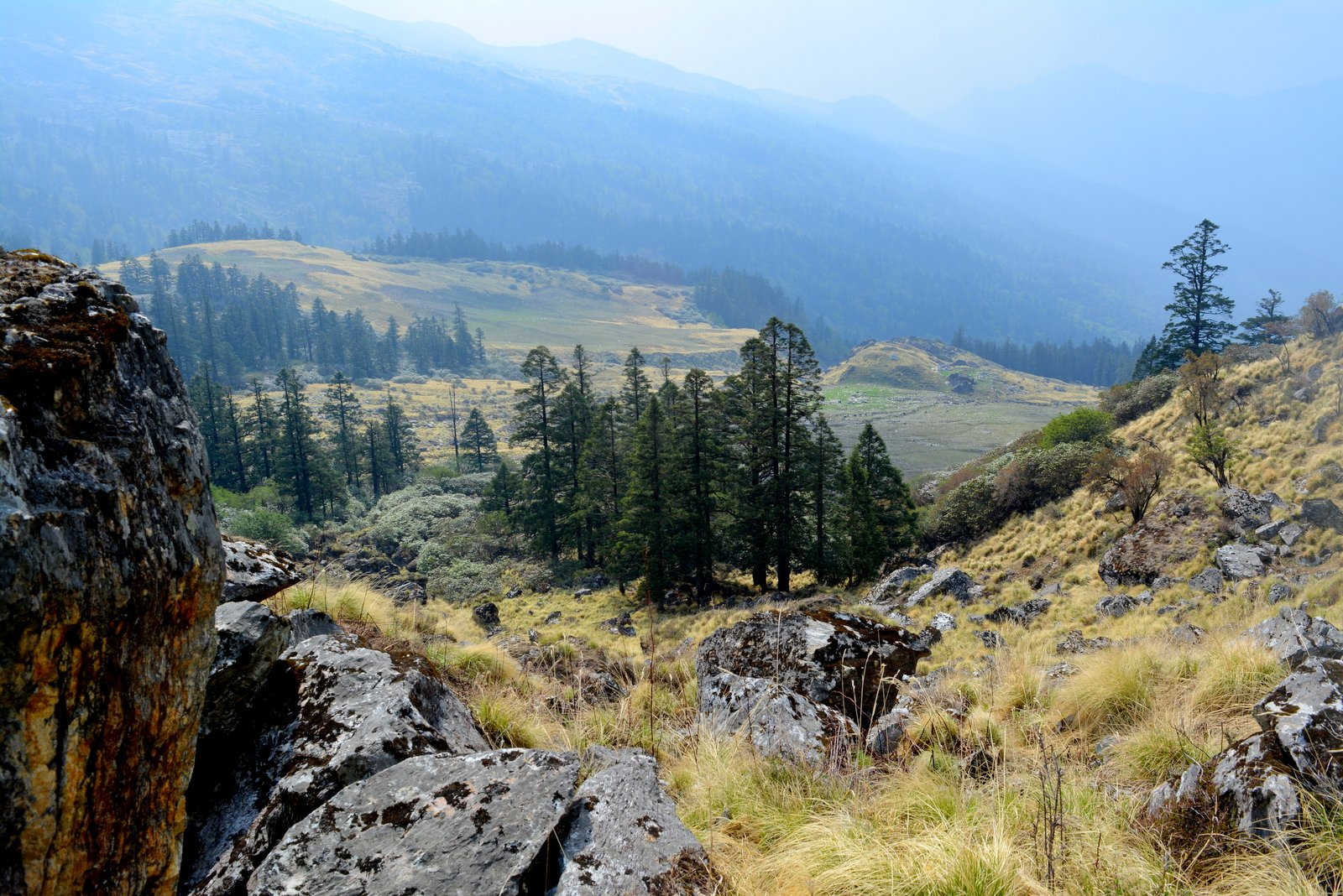
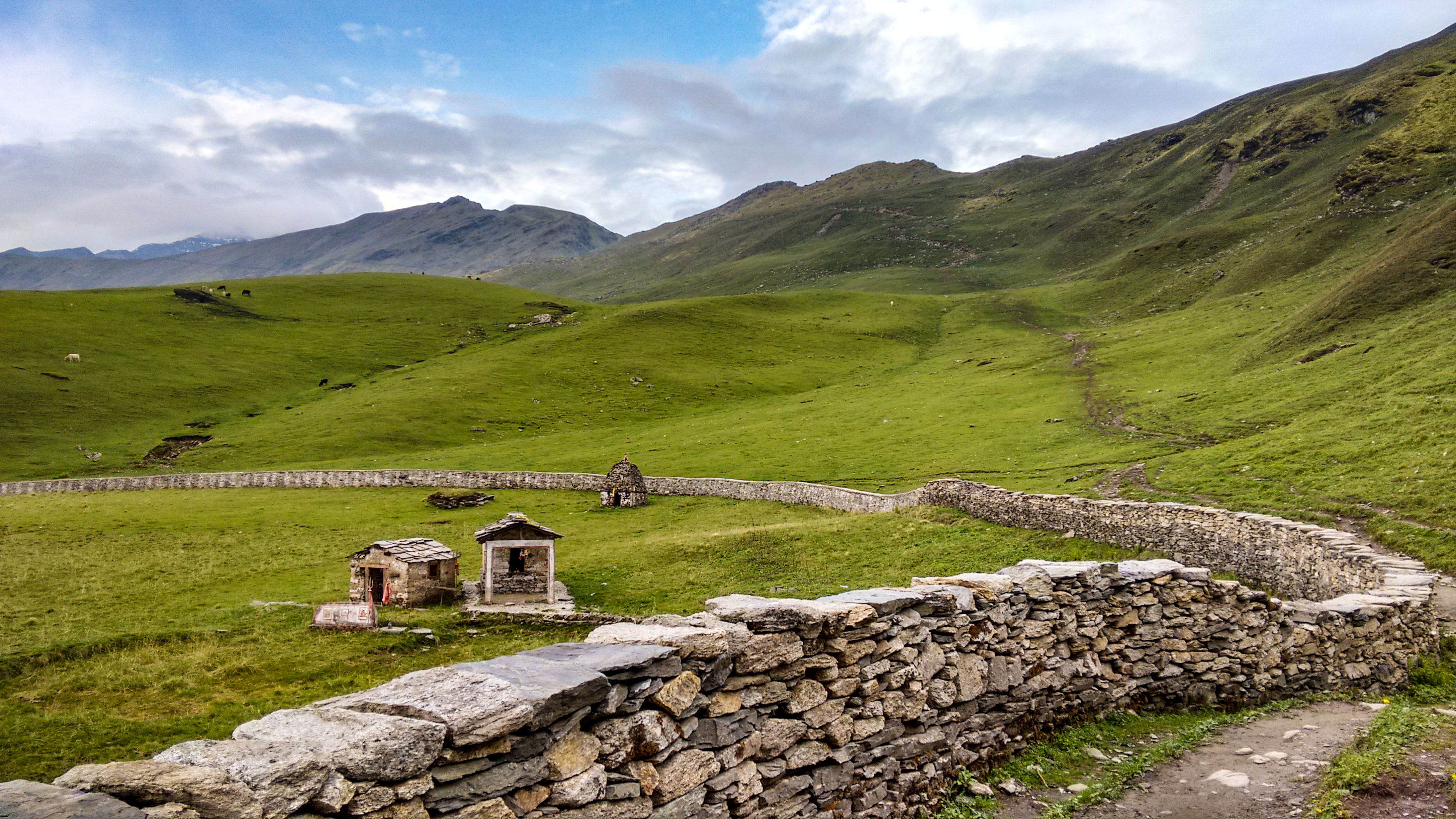
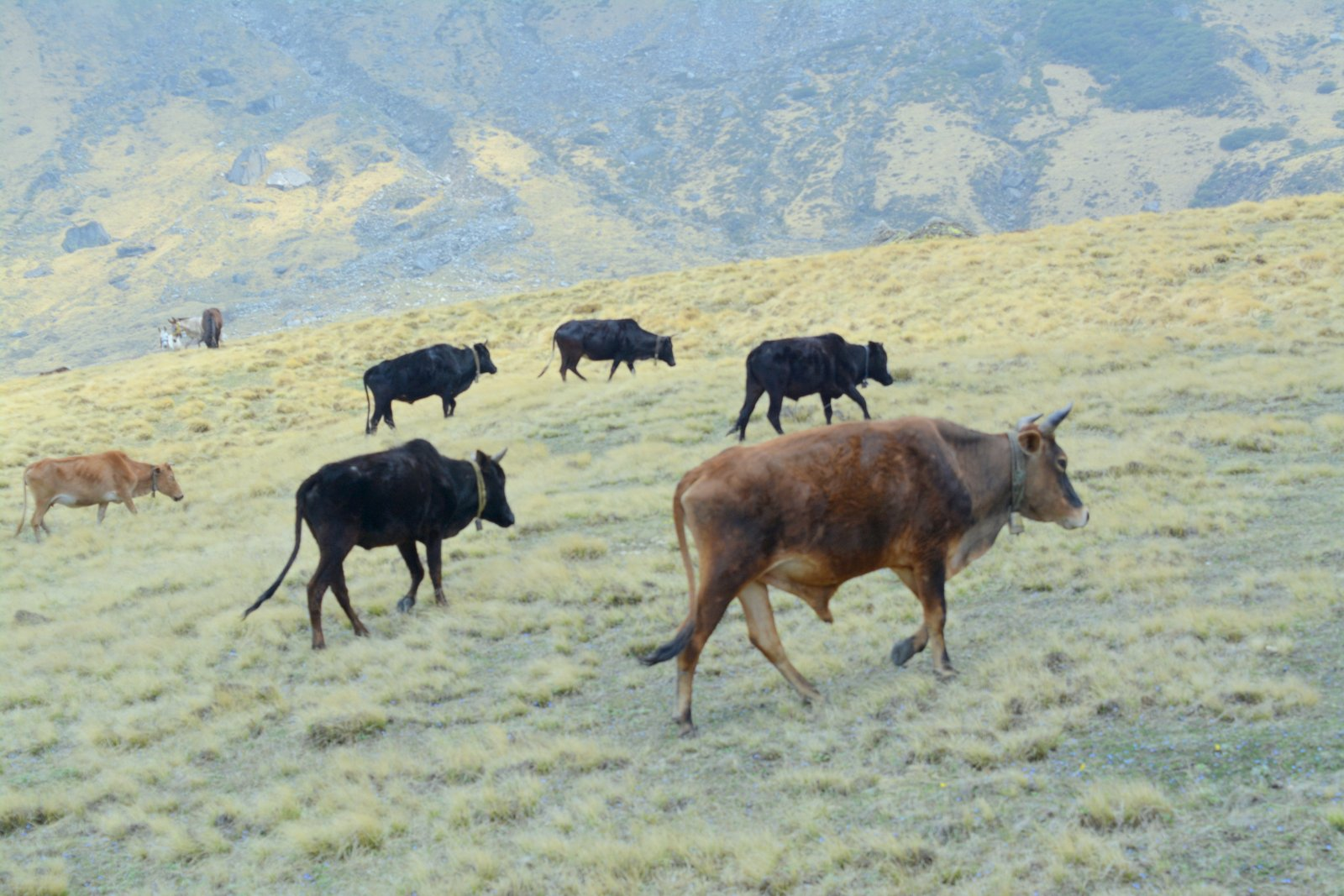